# Arthur Pink
Arthur Walkington Pink (Nottingham, 1º aprile 1886 – Stornoway, 15 luglio 1952) è stato un teologo protestante inglese.
Spesso le sue opere vengono indicate abbreviando il suo nome in A. W. Pink.

## Biografia
Un'esperienza di conversione all'età di 22 anni lo porta all'impegno cristiano. Sebbene nato in una famiglia cristiana, precedentemente alla sua conversione si interessa attivamente di teosofia, concezione che godeva di una certa popolarità nell'Inghilterra del tempo. Le preghiere e la paziente opera di persuasione di suo padre per avvicinarlo alla fede cristiana attraverso la lettura della Bibbia, hanno successo. Lo colpisce particolarmente e lo porta a Cristo, facendogli rinunciare alla teosofia il versetto biblico di Proverbi 14:12: "C'è una via che all'uomo sembra diritta, ma essa conduce alla morte". Desiderando approfondire la conoscenza della Bibbia, Pink si trasferisce in America per studiare al Moody Bible Institute.
Nel 1916 si sposa con Vera E. Russell, del Kentucky. Si trasferiscono poi nel Colorado, in California e poi in Inghilterra. Dal 1925 al 1928 guida come pastore due comunità evangeliche in Australia e, in seguito, diverse negli USA.
Nel 1932 pubblica una rivista mensile di studi biblici dal titolo Studies in the Scriptures che conseguirà ampia circolazione nel mondo fra cristiani di lingua inglese, sebbene non fossero stampate che un migliaio di copie.
Nel 1934 Pink ritorna in Inghilterra e si impegna prevalentemente nello scrivere libri ed opuscoli di impostazione calvinista e neo-puritana, per i quali consegue una popolarità che giunge fino ai nostri giorni, intrattenendo una vasta corrispondenza con cristiani di tutto il mondo.
Muore il 15 luglio 1952 in Scozia, sull'isola di Lewis a Stornoway dove si era ritirato.
Dopo la sua morte, le sue opere sono ripubblicate da numerose case editrici, come la Banner of Truth Trust, Baker Book House, Christian Focus Publications, Moody Press, Truth for Today, e raggiungono un pubblico molto vasto, rendendolo uno degli scrittori evangelici più influenti della seconda metà del XX secolo. I suoi scritti hanno promosso la diffusione della predicazione espositiva.
È solo dopo la sua scomparsa che le opere di Arthur Pink conseguono la loro notorietà di cui oggi godono e sono apprezzate tanto da porsi alla sorgente stessa del moderno movimento neo-calvinista. È lo studio indipendente della Bibbia che lo convince di quanto sia difettosa gran parte dell'evangelizzazione moderna. Pink ripropone con zelo e perseveranza la letteratura riformata e puritana classica in un tempo in cui essa era generalmente ignorata e ne sostiene i principi. Il progressivo declino spirituale della sua nazione, la Gran Bretagna per lui era l'inevitabile conseguenza della prevalenza di un "vangelo" che né feriva (attraverso la viva consapevolezza del peccato, né guariva (attraverso la rigenerazione). Profondamente imbevuto di conoscenza biblica, Pink raramente si scosta dall'insistere sui concetti biblici fondamentali di grazia, giustificazione e santificazione.

## Collocazione ecclesiastica
Arthur Pink non può essere identificato con una chiesa o denominazione particolare del mondo protestante o evangelicale in genere. Le sue vicende e scritti testimoniano del profondo sentimento di delusione che gli ispirano le chiese e denominazioni delle quali ha esperienza nel corso della sua vita. Per un po' di tempo opera nell'area delle chiese battiste, in particolare nelle chiese dei Battisti stretti, poi anche le assemblee dei fratelli e la Chiesa libera di Scozia, ma non aderisce a nessuna. La radicalità delle sue persuasioni calviniste, e il parrocchialismo delle denominazioni, contribuisce al suo isolamento facendo propendere l'opinione pubblica alla sua collocazione teologica tra i Battisti stretti, i quali peraltro sono ancora oggi i maggiori diffusori (specie in Gran Bretagna) delle Opere di Arthur Pink. Coltiva, però, numerosissimi contatti epistolari con cristiani di tutto il mondo di diversa estrazione che lo apprezzano e individualmente lo sostengono. I suoi autori preferiti rimangono nell'ambito del Puritanesimo classico: Matthew Henry, John Owen, Thomas Manton, John Flavel e Thomas Goodwin.

## Opere
- The Antichrist
- The Atonement
- Attributes of God
- The Beatitudes and the Lord's Prayer
- The Christian Sabbath
- Christmas
- Comfort for Christians
- The Doctrine of Justification
- The Decrees of God
- The Doctrine of Reconciliation
- The Doctrine of Salvation
- The Doctrine of Sanctification
- The Doctrine of Revelation
- The Divine Covenants
- The Divine Inspiration of the Bible
- Eternal Security
- Exposition of John
- Exposition of Hebrews
- Gleanings in Genesis
- Gleanings in Exodus
- Gleanings in Joshua
- Gleanings from Paul (copyright 1967 by The Moody Bible Institute of Chicago, Ninth printing, 1970)
- Gleanings in the Godhead
- A Guide to Fervent Prayer
- The Holy Spirit
- Interpretation of the Scriptures
- Letters of A. W. Pink
- The Life of Elijah
- The Life of David
- The Patience of God
- Practical Christianity
- Profiting from the Word
- The Redeemer's Return
- The Seven Sayings of the Savior on the Cross
- Studies on Saving Faith (first published in Studies in the Scriptures)
- The Satisfaction of Christ
- The Sovereignty of God
- Spiritual Union and Communion
- Spiritual Growth
- The Total Depravity of Man